# لوتار بیسکی
لوتار بیسکی (انگلیسی: Lothar Bisky؛ ۱۷ اوت ۱۹۴۱ – ۱۳ اوت ۲۰۱۳) یک سیاست‌مدار اهل آلمان بود.